# 21956 Thangada
21956 Thangada (1999 VE179) là một tiểu hành tinh vành đai chính được phát hiện ngày 6 tháng 11 năm 1999 bởi nhóm nghiên cứu tiểu hành tinh gần Trái Đất phòng thí nghiệm Lincoln ở Socorro.